# キラウエア級給兵艦
キラウエア級給兵艦 (英語: Kilauea-class ammunition ship) は、アメリカ海軍の補給艦の艦級。1968年から1972年にかけて8隻が就役した。2013年までに全艦が退役。

## 概要
第二次世界大戦後のアメリカ海軍給兵艦としては第二世代にあたる。第一世代のスリバチ級の運用実績を反映しており、新造時からミサイルに対応した補給装置や、ヴァートレップ（垂直補給）用の艦載ヘリコプター2機を搭載していた。
航空機用弾薬6,500tを搭載。補給ステーションは右舷3箇所、左舷4箇所。
かつてはCH-46を搭載していたが後にMH-60Sを搭載。
固有兵装としては、新造時にはMk 33 3インチ連装砲4基を備えていたが、後に2基をファランクスCIWSに換装。その後、MSC移管により武装は全廃されている。

## 同型艦
艦番号と艦船接頭辞は、全て軍事海上輸送司令部（MSC）移管前のもの。
| 艦番号 | 艦名                               | 造船所                                    | 起工            | 進水            | 就役            | MSC移管         | 退役           | その後                                                            | 出展 |
| ------ | ---------------------------------- | ----------------------------------------- | --------------- | --------------- | --------------- | --------------- | -------------- | ----------------------------------------------------------------- | ---- |
| AE-26  | キラウエア USS Kilauea             | ジェネラル・ダイナミクス クインシー造船所 | 1966年 3月10日  | 1967年 8月9日   | 1968年 8月10日  | 1980年 10月1日  | 2008年 9月15日 | 2012年7月27日 実艦標的として撃沈                                  |      |
| AE-27  | バット USS Butte                   | ジェネラル・ダイナミクス クインシー造船所 | 1966年 7月21日  | 1967年 8月9日   | 1968年 12月14日 | 1996年 6月3日   | 2004年 5月24日 | 2006年6月30日 実艦標的として撃沈                                  |      |
| AE-28  | サンタ・バーバラ USS Santa Barbara | ベスレヘム造船 スパローズ・ポイント造船所 | 1966年 12月20日 | 1968年 1月23日  | 1970年 7月11日  | 1998年 9月30日  | 2005年 8月5日  | 2006年11月9日 スクラップとして売却                                |      |
| AE-29  | マウント・フッド USS Mount Hood    | ベスレヘム造船 スパローズ・ポイント造船所 | 1967年 5月8日   | 1968年 7月17日  | 1971年 5月1日   | 移管無し        | 1999年 8月10日 | 1999年10月、国防予備船隊に編入 2013年9月5日、スクラップとして売却 |      |
| AE-32  | フリント USS Flint                 | インガルス造船所                          | 1968年 8月4日   | 1970年 11月9日  | 1971年 11月20日 | 1995年 8月4日   | 2013年 11月8日 | 連邦海事局に移管                                                  |      |
| AE-33  | シャスタ USS Shasta                | インガルス造船所                          | 1969年11月10日  | 1971年 4月3日   | 1972年 2月26日  | 1997年 10月1日  | 2011年 4月7日  | 詳細不明                                                          |      |
| AE-34  | マウント・ベーカー USS Mount Baker | インガルス造船所                          | 1970年 10月5日  | 1971年 10月23日 | 1972年 7月22日  | 1996年 12月18日 | 2010年 8月2日  | 2012年8月1日 スクラップとして売却                                 |      |
| AE-35  | キスカ USS Kiska                   | インガルス造船所                          | 1971年 4月8日   | 1972年 3月11日  | 1972年 12月16日 | 1996年 8月1日   | 2011年 1月13日 | 2013年3月30日 スクラップとして売却                                |      |